# Specaria josinae
Specaria josinae är en ringmaskart som först beskrevs av Vejdovksy 1883. Enligt Catalogue of Life ingår Specaria josinae i släktet Specaria och familjen glattmaskar, men enligt Dyntaxa är tillhörigheten istället släktet Specaria och familjen Naididae. Arten är reproducerande i Sverige. Inga underarter finns listade i Catalogue of Life.